# Rivière aux Mulets
Rivière aux Mulets är ett vattendrag i Kanada.   Det ligger i provinsen Québec, i den sydöstra delen av landet, 140 km öster om huvudstaden Ottawa.
I omgivningarna runt Rivière aux Mulets växer i huvudsak blandskog. Runt Rivière aux Mulets är det ganska tätbefolkat, med 54 invånare per kvadratkilometer.